# Kanis
(De) Kanis is een kerkdorp in de Nederlandse gemeente Woerden in de provincie Utrecht. Bestuurlijk en statistisch gezien behoort de Kanis tot het dorp Kamerik.

## Geschiedenis
De Kanis is ontstaan als buurtschap nadat in 1855 op twee kilometer van het protestante Kamerik een rooms-katholieke kerk werd gebouwd. Rond deze Hippolytuskerk ontstond meer bebouwing.
De naam komt van de hier in 1875 gevestigde herberg De Gekeerde Kanis (voorheen In de Gekeerde Kanis), wat de omgekeerde vismand betekent. Pas na de Tweede Wereldoorlog kreeg de Kanis het karakter van een klein dorp, door nieuwbouw in de jaren vijftig, zestig en zeventig. Geleidelijk kwamen er ook winkels en al aan het einde van de negentiende eeuw een (katholieke) school. In 1969 werd een verzorgingshuis geopend, dat de naam Miland kreeg.
In de jaren tachtig van de twintigste eeuw sloot de ene na de andere winkel de deuren en werd ook de school verplaatst naar Kamerik. Miland werd in 2007 gesloten.

## Dialect
Het West-Utrechtse dialect wordt rond de Kanis nog gebruikt en is onderdeel van het Utrechts-Alblasserwaards dialect. Het dialect onderscheidt zich van het Stad-Utrechts door het minder schelle en langer aanhoudende klinkergebruik. Dit dialect wordt, behalve in Kanis, ook nog gesproken rond Kamerik, Zegveld, Kockengen en Harmelen.

## Afbeeldingen

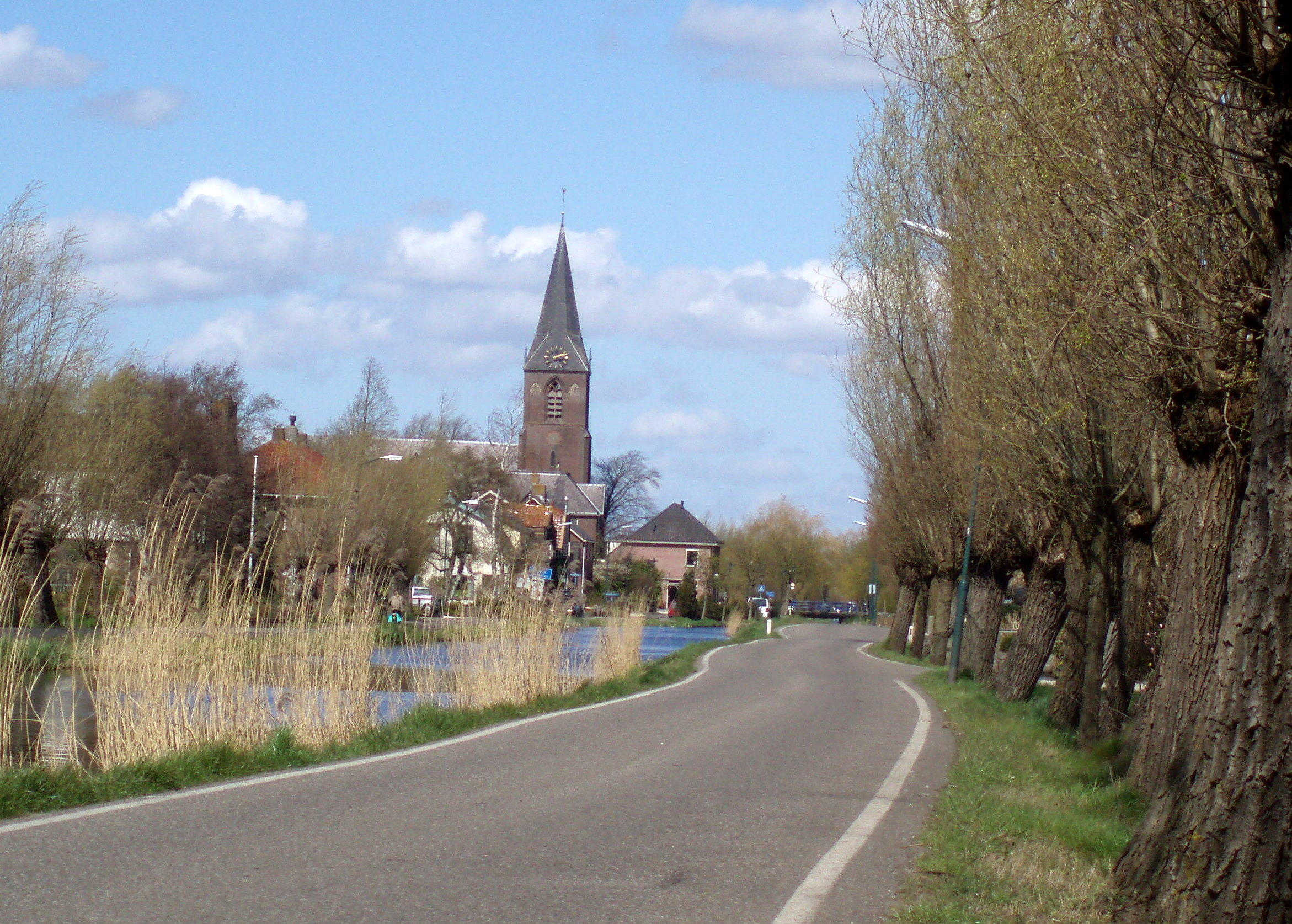
Zicht op Kanis veraf
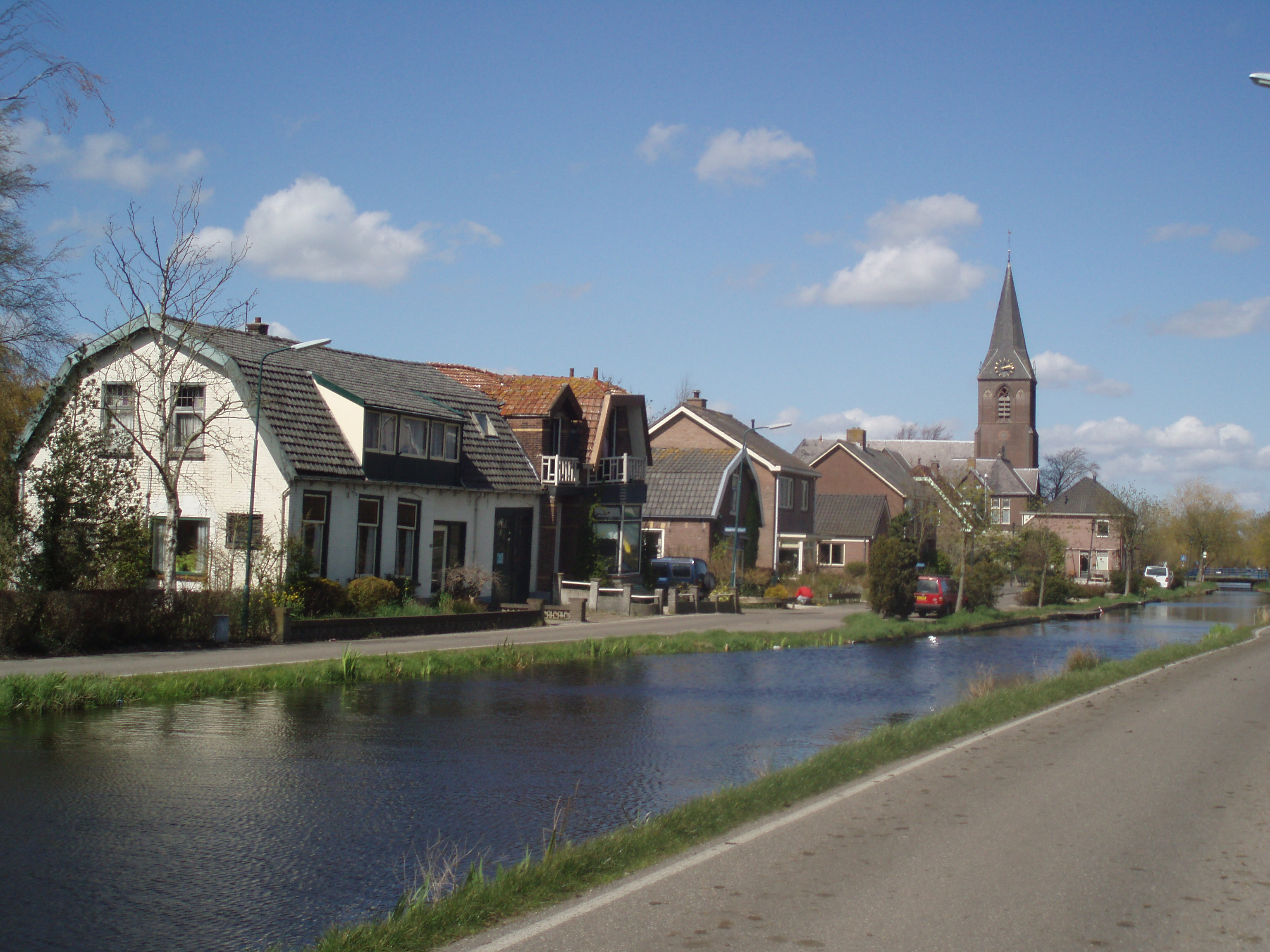
Zicht op Kanis dichtbij
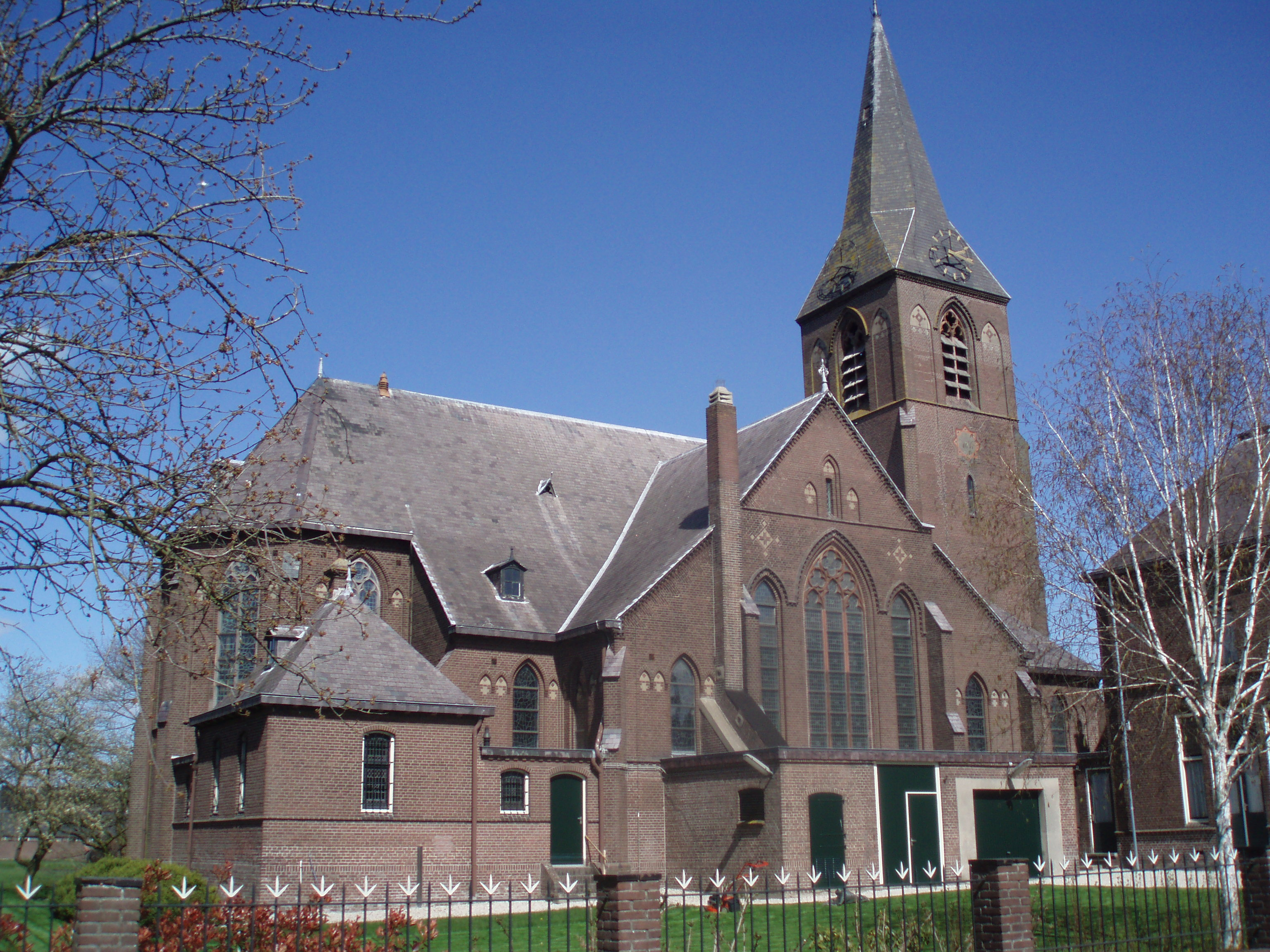
De Sint-Hippolytuskerk

## Sinterklaasjournaal
Tijdens de officiële Sinterklaasintocht van 2011 kwam Kanis in het Sinterklaasjournaal als het dorp Averecht, als tegenhanger van Dordrecht waar de intocht zou plaatsvinden. Martine Bijl was hier te zien als fictieve burgemeester, bijgestaan door John Buijsman.